# 宮塚古墳 (熊谷市)

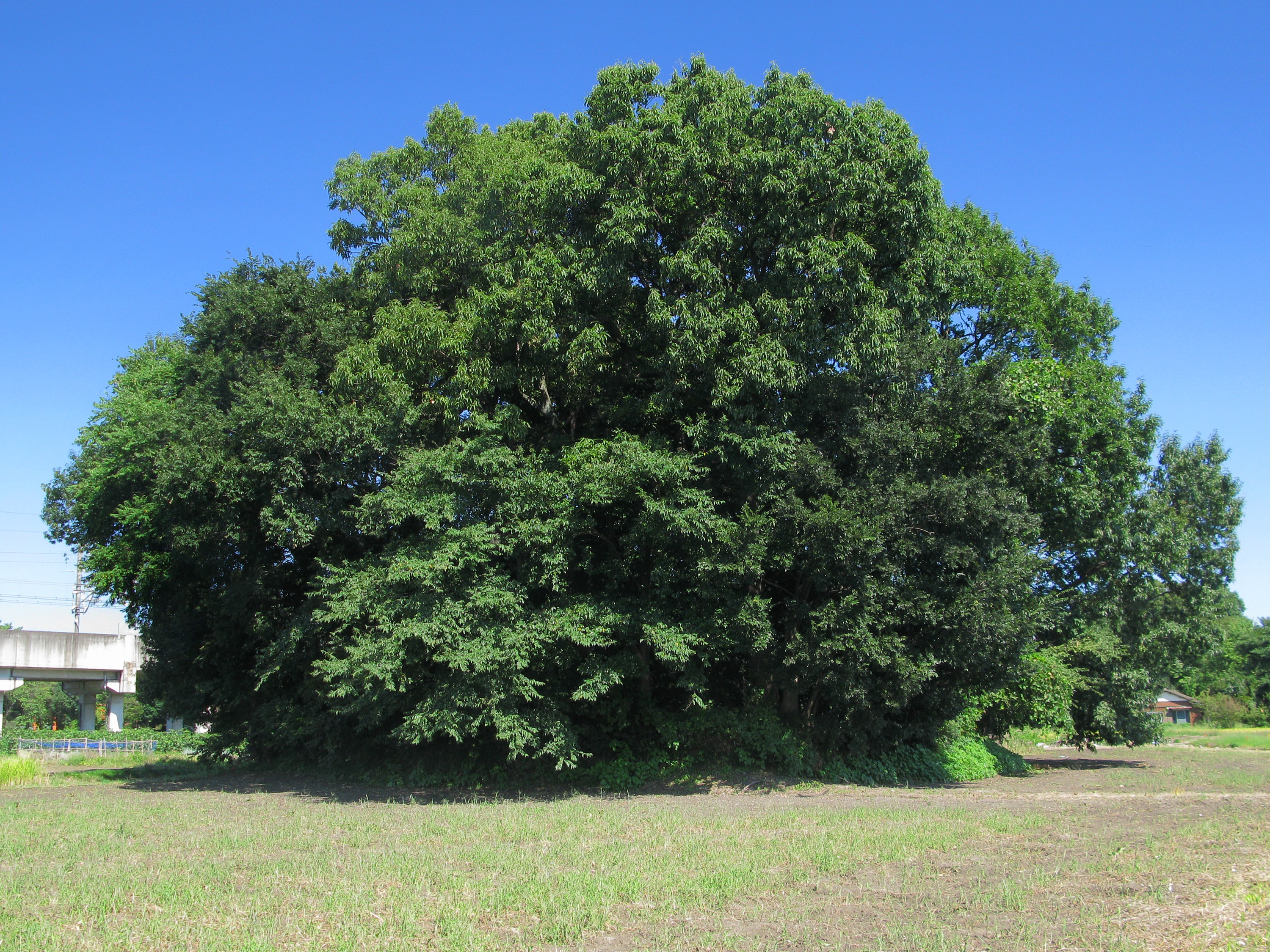
宮塚古墳（2011年9月）

宮塚古墳（みやづかこふん）は埼玉県熊谷市広瀬608番地にある上円下方墳である。

## 概要
数基の小規模古墳が散在する広瀬古墳群中の一基であり、7世紀後半の築造。
古墳の下方部は、東辺17メートル、西辺24メートル、高さ南側で1.23メートル、北側で1.6メートルである。これらの各辺は、ほぼ東西南北に沿っており、各辺の中央部が少し張り出し気味である。
墳丘全体の高さが4.1メートル規模の方基状の土盛りに東西約10メートル、南北8.5メートルの楕円形で、高さ約2.50メートルの上円部が築成されている。墳頂部に小祠が祀られている。
上円部・下方部ともに人頭大の河原石の石積みが一部残存しており、これらが葺石と考えられる。埋葬施設は未発掘であるが、横穴式石室であると推定されている。
関東地方では珍しく、墳丘は上円下方の形態をとどめるが、元来円墳か方墳であったのが後世の耕作によって削られただけなのではないか、という見解がある。
山王と称せられる平地にあるため「山王塚」とも称する。また、「お供え塚」の別称もある。

## 史跡指定
1956年（昭和31年）5月15日、国の史跡に指定された。